# Аллерёдское потепление
| Хронология                        | Похолодание/потепление (Восточная/Западная Европа) | Начало (тыс. лет назад) / ИКС (MIS) |
| --------------------------------- | -------------------------------------------------- | ----------------------------------- |
| Голоцен                           | Пребореальный период                               | Менее 11,7                          |
| Позднеледниковье                  |                                                    |                                     |
| Поздний дриас                     | 12,7                                               |                                     |
| Аллерёдское потепление            | 13,9                                               |                                     |
| Средний дриас                     | 14,1                                               |                                     |
| Бёллингское потепление            | 14,7 (MIS 1)                                       |                                     |
| Поздний пленигляциал              |                                                    |                                     |
| Ранний дриас                      | 16,9                                               |                                     |
| Вепсовская (Мекленбургская) фаза  | ~18                                                |                                     |
| Едровская (Померанская) фаза      | ~20                                                |                                     |
| Бологовская (Франкфуртская фаза)  | ~22,3                                              |                                     |
| Усвячская (Бранденбургская) фаза) | 24 (MIS 2)                                         |                                     |
| Дунаевское (Денекамп)             | ~28,2                                              |                                     |
| Средний пленигляциал              |                                                    |                                     |
| Шенское                           | ~30                                                |                                     |
| Ленинградское (Хенгело)           | ~39                                                |                                     |
| Ленинградское (Моерсхофт)         | ~47                                                |                                     |
| Кашинское (Эберсдорф)             | ~50                                                |                                     |
| Красногорское (Глинде)            | ~55,5                                              |                                     |
| Красногорское (Оерел)             | 58 (MIS 3)                                         |                                     |
| Ранний пленигляциал               |                                                    |                                     |
| Шестихинское (Шалкхольц)          | ~70 (MIS 4)                                        |                                     |
| Круглицкое (Оддераде)             | ~77 (MIS 5a)                                       |                                     |
| Лапландское (Редерсталь)          | ~85 (MIS 5b)                                       |                                     |
| Верхневолжское (Брёруп)           | ~93                                                |                                     |
| Верхневолжское (Амерсфорд)        | ~100 (MIS 5c)                                      |                                     |
| Курголовское (Хернинг)            | ~112 (MIS 5d)                                      |                                     |
| Микулинское межледниковье         |                                                    |                                     |
| ←Эемское потепление               | 128—117 (MIS 5e)                                   |                                     |

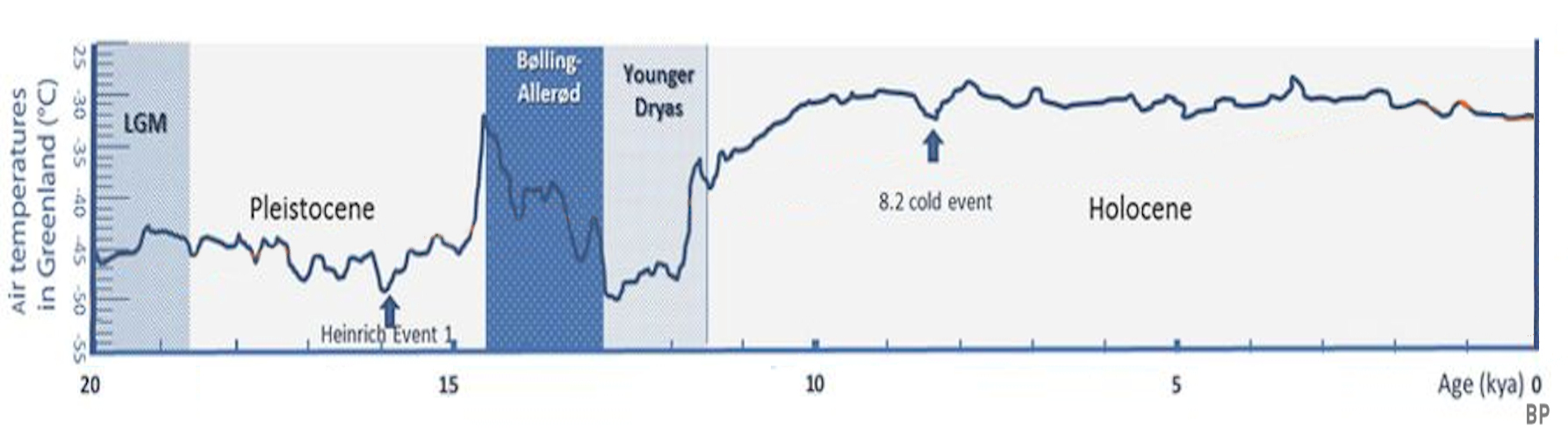
Изменение температур в послеледниковый период по данным ледяных кернов Гренландии

Аллерёдский интерстадиал или аллерёдское потепление (иногда просто аллерёд) — в классификации климатических периодов Блитта—Сернандера, тёплый и влажный период глобального потепления в конце последнего оледенения между средним и поздним дриасом. В ходе аллерёдского потепления в Атлантике произошёл подъём температуры почти до современного уровня, после чего она снова упала в период позднего дриаса, за которым последовал современный межледниковый период.

## Географическое распространение
В ряде регионов, в особенности на севере Евразии, имеются свидетельства отдельных пережитков холодного периода, известного как средний дриас. В этих местах краткое потепление в период среднего дриаса носит название Бёллингское потепление, а аллерёдский период рассматривается как полное окончание среднего дриаса.
Аллерёдское потепление названо в честь геологических находок в датской коммуне Аллерёд близ Копенгагена, где впервые были выявлены геологические слои, связанные с потеплением, которые были описаны в публикации 1901 г. Николая Хартца и Милтерса.

## Хронология
Аллерёдский период условно датируется в 13,9 — 12,7 тыс. лет назад с погрешностью в несколько сотен лет.

## Флора
Во время аллерёдского потепления, которое во многом напоминало современный климат, в Евразии преобладали смешанные и лиственные леса, причём к югу лиственные леса преобладали, как и в наши дни. Широко были представлены берёза, ясень, ель, сосна, лиственница и можжевельник, периодически попадались дуб и лещина. Злаки встречались на открытой местности. Исследование Брайана Хантли раскрывает причины резкого развития лесов: он это связывает с ростом температуры, влажности и концентрации CO2

## Фауна
Среди животных, на которых охотились люди на севере Евразии того времени, встречались благородный олень, лось, дикая лошадь, гигантский олень и бобр, остатки мамонтовой фауны. Также во многих регионах присутствовал бурый медведь. В Америке люди культуры Кловис в это время охотились на мамонтов, мастодонтов и гомфотериевых (родственников слонов).

## Человек
Люди в Европе в тот период добывали себе пропитание в основном охотой на северного оленя. В Европе были распространены различные культуры верхнего палеолита: эпиграветтская, Федермессер, Бромме, аренсбургская и свидерская. На юге и крайнем востоке Европы появились первые признаки неолита. На территории Леванта процветала натуфийская культура — возможно, первая культура, в которой появилось земледелие.